# Bounaâmane
Bounaâmane est une commune rurale marocaine de la province de Tiznit et de la région administrative Souss-Massa.